# 62 a.C.
Il 62 a.C. (LXII a.C. in numeri romani) è un anno  del I secolo a.C.

## Eventi
- Gennaio: Battaglia di Pistoia fra le forze regolari e i congiurati di Catilina vinta dal legato consolare Marco Petreio.
- Creazione della provincia di Siria.
- Ritorno di Gneo Pompeo Magno in Italia. Sbarcato a Brindisi, chiese al Senato la ratifica dei suoi provvedimenti in Asia e la distribuzione di terre ai suoi veterani. Queste due richieste, benché comuni tra i consoli romani, non vennero accettate dal Senato (che temeva la crescente popolarità di Pompeo), il che porto il console a stringere il patto del Primo triumvirato.[1]
- Gaio Giulio Cesare è eletto pretore e propretore in Spagna.

## Nati
- Principe Tolomeo di Egitto, più tardi Faraone Tolomeo XIII di Egitto (o forse nato nel 61 a.C.)

## Morti
- Areta III, sovrano
- Lucio Sergio Catilina, generale e politico romano (n. 108 a.C.)
- Mamerco Emilio Lepido Liviano, politico romano
- Quinto Roscio Gallo, attore romano